# Leoparda
Leoparda (siglo IV, Bizancio) fue una supuesta ginecóloga que sirvió en la corte de Graciano (359-383).
Se dice que la información sobre Leoparda proviene de un libro del médico del emperador Graciano, Teodoro Prisciano, que escribió con el propósito de educar a las mujeres médicas. Supuestamente señala que Leoparda era una ginecóloga respetada, pero que sus remedios no eran más científicos que los del griego Dioscórides. Se afirma que el libro contiene citas de Sorano, Cleopatra y Aspasia. Se dice que dedicó el libro a Leoparda y a otras dos médicas, Salvina y Victoria.
Sin embargo, no hay ninguna referencia a Leoparda ni a ninguna de las otras mujeres citadas en la única obra sobreviviente de Teodoro Prisciano, el Euporiston. El Libro III, que detalla la ginecología en diez capítulos, sólo menciona a Victoria, y parece que es muy probable que se trate de una referencia a la diosa romana de la victoria.